# Viscount De L’Isle

Wappen der Viscounts De L’Isle

Viscount De L’Isle, of Penshurst in the County of Kent, ist ein erblicher britischer Adelstitel in der Peerage of the United Kingdom.
Familiensitz der Viscounts ist Penshurst Place bei Tonbridge in Kent.

## Verleihung
Der Titel wurde am 12. Januar 1956 für den ehemaligen Unterhausabgeordneten und Staatssekretär des Air Ministry William Sidney, 6. Baron De L’Isle and Dudley, geschaffen. Dieser war 1961 bis 1965 Generalgouverneur von Australien.

## Nachgeordnete Titel
Der erste Viscount hatte bereits 1945 von seinem Großvater den Titel Baron De L’Isle and Dudley, of Penshurst in the County of Kent, geerbt, der am 13. Januar 1835 in der Peerage of the United Kingdom dessen Vorfahren Philip Sidney verliehen worden war. Außerdem erbte er den Titel Baronet, of Penshurst in the County of Kent, der am 12. Dezember 1818 in der Baronetage of the United Kingdom dem Vater des 1. Barons, John Shelley-Sidney (1771–1849), verliehen worden war. Beide Titel sind seit 1956 nachgeordnete Titel des jeweiligen Viscounts.

## Liste der Barone De L’Isle and Dudley und Viscounts De L’Isle

### Barone De L’Isle and Dudley (1835)
- Philip Sidney, 1. Baron De L’Isle and Dudley (1800–1851)
- Philip Sidney, 2. Baron De L’Isle and Dudley (1828–1898)
- Philip Sidney, 3. Baron De L’Isle and Dudley (1853–1922)
- Algernon Sidney, 4. Baron De L’Isle and Dudley (1854–1945)
- William Sidney, 5. Baron De L’Isle and Dudley (1859–1945)
- William Sidney, 6. Baron De L’Isle and Dudley (1909–1991) (1956 zum Viscount De L’Isle erhoben)

### Viscounts De L’Isle (1956)
- William Sidney, 1. Viscount De L’Isle (1909–1991)
- Philip Sidney, 2. Viscount De L’Isle (* 1945)

Voraussichtlicher Titelerbe (Heir apparent) ist der Sohn des aktuellen Titelinhabers, Hon. Philip Sidney (* 1985).